# Fordomth
Fordomth ist eine 2013 gegründete Black-Doom-Band.

## Geschichte
Fordomth wurde 2013 in Catania von dem Bassisten Gianluca „Vacvvm“ Buscema, den Sängern Gabriele Catania und Federico „Fano“ Indelicato, dem Schlagzeuger Mario Di Marco und den Gitarristen Giuseppe Virgillito und Riccardo Cantarella gegründet. Als Gastmusiker zu den Debütaufnahmen brachten sich die Violinistin Federica Catania und der Sänger Salvatore Calamarà ein. Das von Gruppen wie Ahab, Evoken, Longing for Dawn und Catacombs inspirierte Konzeptalbum In Nomine Dei Nostri Satanas Luciferi Excelsi beziehungsweise I.N.D.N.S.L.E. ist dem Thema der ewigen Verdammnis aus einer satanischen Perspektive gewidmet. Das Album erschien im November 2018 über Endless Winter und wurde überwiegend lobend rezensiert.
Im Anschluss an die Veröffentlichung bestritt die Band erste Konzerte und veränderte die Besetzung. Buscema übernahm die Funktion des Gitarristen, Catania blieb als Sänger erhalten. Die restlichen Gründungsmitglieder verließen die Band, an ihrer statt ergänzten Martino Razza als Bassist und Valerio Cimino als Schlagzeuger die Band. Mit der Veränderung der Besetzung ging auch ein Wechsel des gespielten Stils einher. Als neue Einflüsse benannten die Musiker Primitive Man, Mgła, Fister und Wiegedood. Weitere nationale Auftritte sowie die kaum beachtete Veröffentlichung einer über Masked Dead Records veröffentlichten Split-EP mit Malauriu folgten im Jahr 2019.

## Stil
Die auf dem Debüt I.N.D.N.S.L.E. präsentierte Musik wird als Funeral Doom bezeichnet. Zum einordnenden Vergleich werden Genre-Interpreten wie Ahab, Evoken, Nortt, Longing for Dawn, Catacombs, Thergothon, Shape of Despair, Fungoid Stream und Mournful Congregation bemüht. So habe Fordomth mit I.N.D.N.S.L.E. „einen Soundtrack für eine Reise in den Abgrund geschaffen, die Ahabs kontemplative und meditative Stimmungen mit Evokens unergründliche Atmosphären verbindet und auf der Oberfläche eine erstickende Lage abscheulicher Black-Metal-Furcht, die an Nortt erinnert, hinzufügt“. Derweil wird die Paarung unterschiedlicher Gesangsstile der beiden Sänger als ein herausstechender Punkt der Musik des Debüts beschrieben. Catanias gutturales Knurren und Schreien ergänzt Indelicatos sakralen Klargesang. Dem Klang der Band wird eine Atmosphäre attestiert, die „zwischen dem romantischen Übermaß von Thergothon und dem klirrenden Ambiente des frühen Fungoid Stream“ stehe. Herausstechend seien derweil die „Arrangements, die von exzessiven Tiefen sowie filigran-kathartischen Gitarrenspiel zusammengehalten werden“.

## Diskografie
- 2018: I.N.D.N.S.L.E. (Album, Endless Winter)
- 2019: Twin Serpent Dawn (Split-EP mit Malauriu, Masked Dead Records)
- 2020: Is, qui mortem audit (Album, Auric Records)